# Gnowee

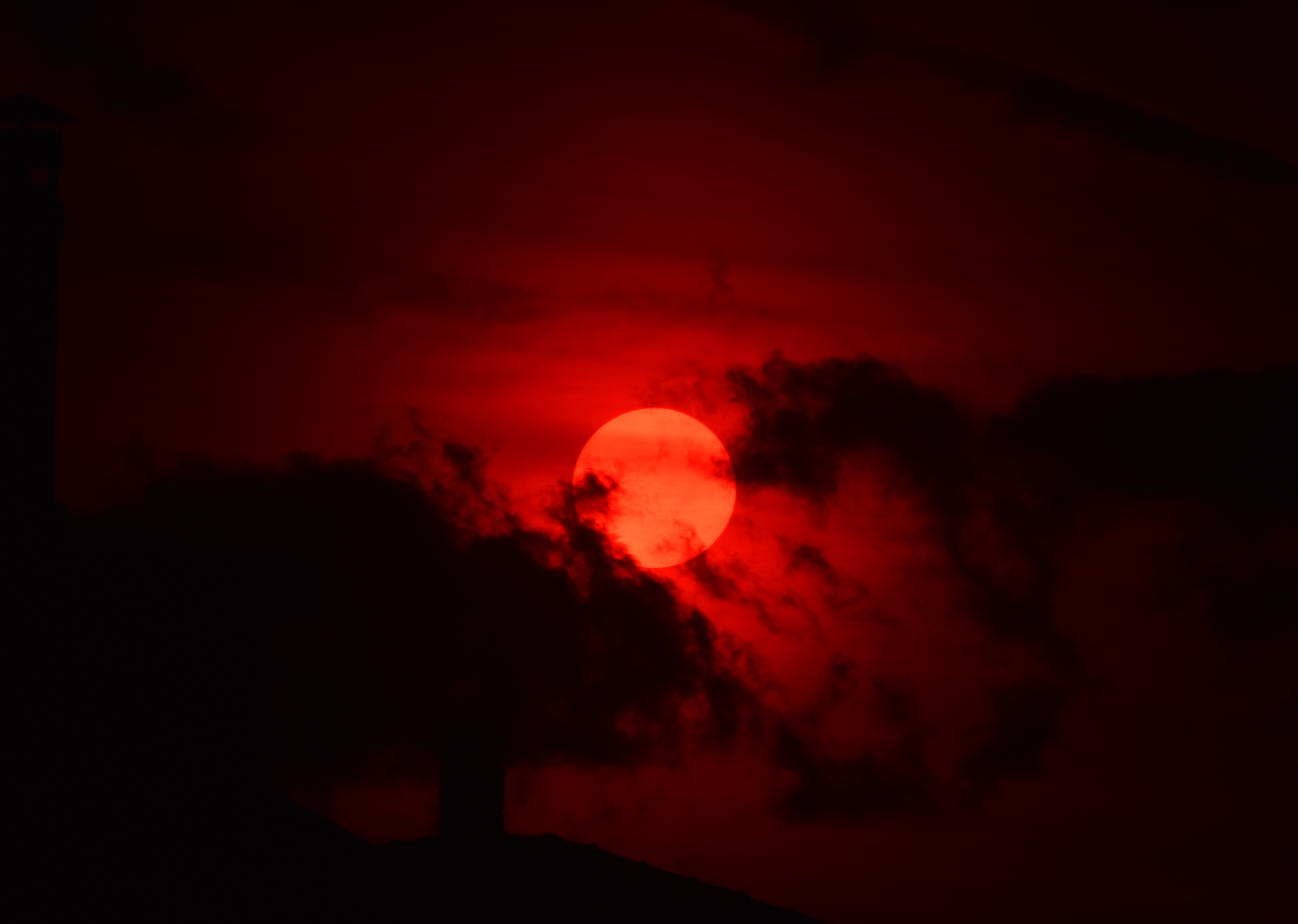
Nelle diverse versioni del mito, il Sole/Gnowee ha portato la luce in un'epoca primordiale in cui il mondo era avvolto dalle tenebre.

Nella mitologia aborigena australiana, Gnowee è una divinità solare del sud-est dell'Australia. Gnowee è una parola presente in molte lingue e culture del nord-ovest dell'attuale stato di Victoria; allude alla luce e al calore necessari per la proliferazione di piante e animali e implica una natura femminile del Sole in molte culture native dell'Australia.

## Mito della torcia

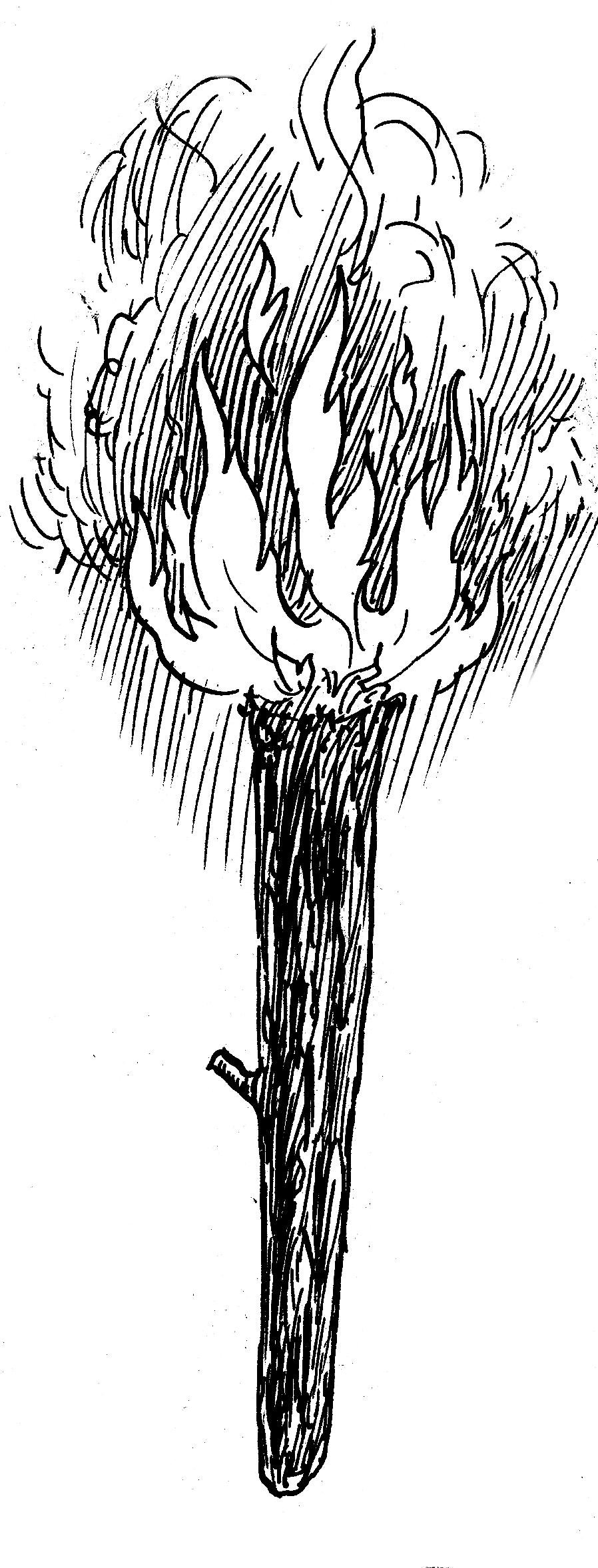
In una versione del mito, il Sole è il fuoco di una torcia portata in cielo da Gnowee.

Secondo il popolo wotjobaluk, Gnowee è una dea la cui torcia è il Sole stesso. Il mito narra che in principio ella era una donna che viveva sulla Terra in un'era in cui regnava un'oscurità perenne, e le persone potevano muoversi e orientarsi solo con l'aiuto di torce di legno. Un giorno, lasciò suo figlio a dormire mentre lei andava a raccogliere yam. Il cibo era scarso e Gnowee vagò così tanto per trovarne da raggiungere i confini della Terra, passarci sotto e riemergere dal lato opposto. Non sapendo dove fosse, non riusciva più a ritrovare suo figlio, perciò si arrampicò fino al cielo con la torcia per avere una visuale migliore. Gnowee starebbe ancora vagando per i cieli, illuminando l'intero mondo nella ricerca del suo figlio perduto.

## Mito dell'uovo di emù

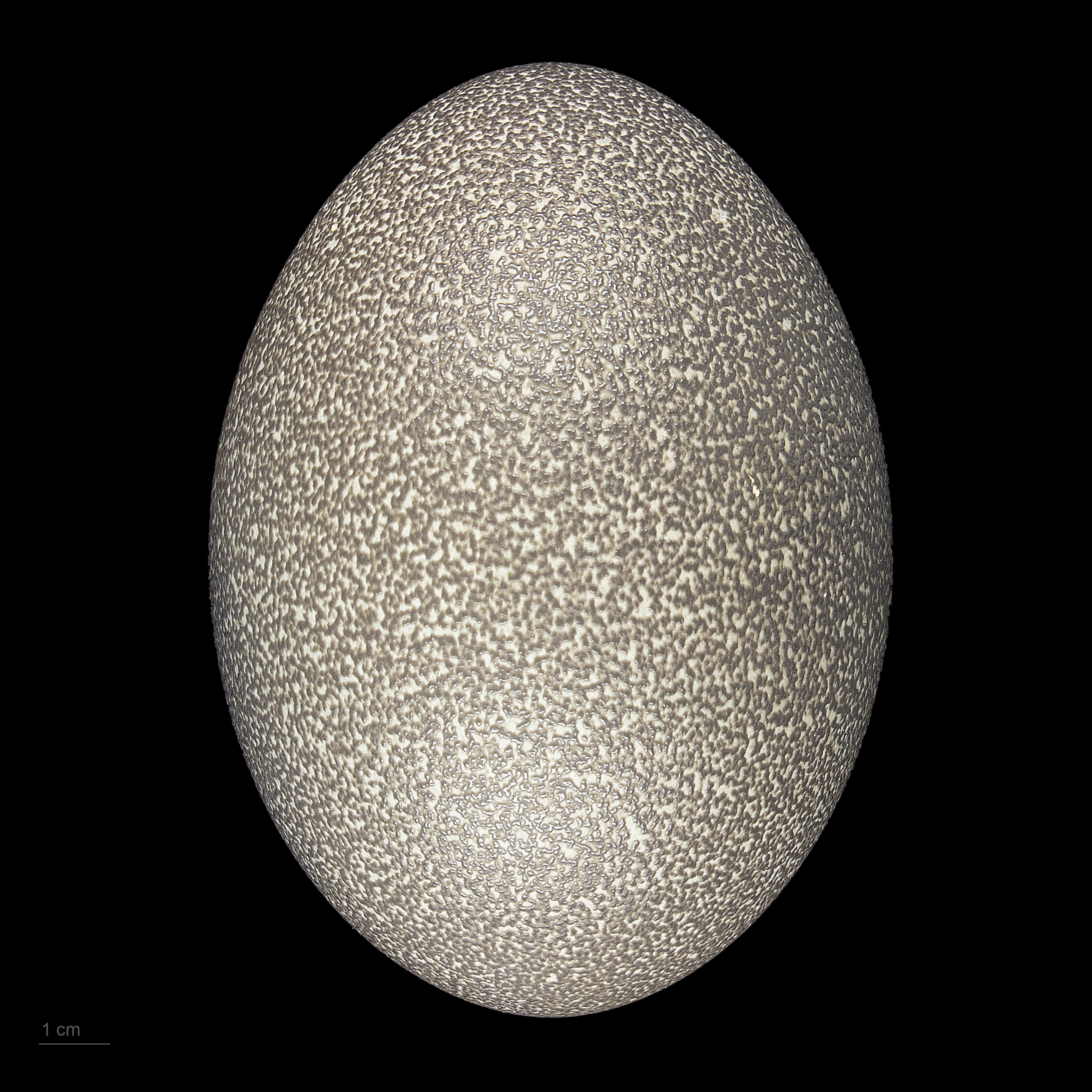
Nella versione più diffusa, il Sole è un uovo di emù cotto, o viene acceso da un uovo di emù.

Secondo una versione differente del mito diffusa tra i boorong della Victoria occidentale, il Sole/Gnowee era in origine un uovo di emu cucinato e lanciato nello spazio da Pupperimbul, che illuminò così il mondo all'epoca avvolto nelle tenebre. Chargee Gnowee, ossia Venere, era la sorella del Sole/Gnowee, ed era la consorte di Ginaborg-bearp, ovvero Giove.
Esistono altre varianti di questo mito nell'Australia orientale. In una versione Bermberm-gl preparò l'uovo e Penmen lo mandò nello spazio.
Un'altra versione racconta che, nell'epoca in cui il cielo era buio ad eccezione della Luna e delle stelle e in cui la scarsità di cibo provocava particolari conflitti tra gli animali, nella pianura del Murrumbidgee avvenne un diverbio tra Dinewan (l'Emù) e Bralgah (la Gru o Brolga), allorché quest'ultima rubò un uovo deposto dall'emù. Il brolga volò in cielo e pose l'uovo su Gnowee, che era una pila di legna da ardere a forma di donna. Il contatto fece bruciare la pila/Gnowee, illuminando a giorno il mondo. Il Re dei Cieli (a volte denominato Nugurundere), favorevole alla novità, ordinò agli animali che venisse portata altra legna per mantenere vivo il fuoco, ma solo al mattino, all'apparire di una stella a est. La maggior parte degli animali era troppo pigra per svolgere il compito, così il Re affidò all'uccello kookuburra l'incarico di schiamazzare per segnalare agli altri animali il momento giusto per riaccendere il Sole. Dopo l'avvento degli umani, ai bambini fu insegnato a non imitare il verso del kookuburra, soprattutto di notte, per non rischiare di far anticipare l'alba, con la minaccia della crescita di un dente gigante come marchio per la loro disobbedienza.